# لوکا اسکاپوزی
لوکا اسکاپوزی (انگلیسی: Luca Scapuzzi؛ زادهٔ ۱۵ آوریل ۱۹۹۱) بازیکن فوتبال اهل ایتالیا است.
از باشگاه‌هایی که در آن بازی کرده‌است می‌توان به باشگاه فوتبال پورتسموث، باشگاه فوتبال اولدهام اتلتیک، باشگاه فوتبال روبور سیه‌نا، باشگاه فوتبال منچستر سیتی، باشگاه فوتبال کومو، و باشگاه فوتبال وارزه اشاره کرد.